# Henrik Ibsen
 Der er flere personer med dette navn, se Henrik Ibsen (fodboldspiller).
Henrik Ibsen (20. marts 1828 – 23. maj 1906) var en norsk dramatiker og digter. Han regnes som en af de vigtigste forfattere i Det Moderne Gennembrud, en af de vigtigste forfattere i anden halvdel af det 19. århundrede og en af de vigtigste dramatikere i teaterhistorien. Hans mest kendte værker er Brand (1865), Peer Gynt (1867), Kejser og Galilæer (1873), Et dukkehjem (1879), Gengangere (1881), En folkefiende (1882), Vildanden (1884), Rosmersholm (1886) og Hedda Gabler (1890).
Ibsen voksede op i den tæt sammenflettede patricierfamilie Paus/Ibsen i havnebyen Skien, etablerede sig som teatermand i Norge i 1850'erne og fik sit internationale gennembrud som dramatiker med skuespillene Brand og Peer Gynt i 1860'erne. Fra 1864 boede han i 27 år i udlandet, især i Italien og Tyskland, med kun sjældne og korte besøg til Norge. De fleste af Ibsens skuespil foregår i Norge, ofte i borgerlige miljøer, og Ibsen henter ofte motiver fra sin fødeby Skien og sit eget opvækstmiljø og familie. Peer Gynt var Ibsens sidste skuespil skrevet på vers, og i det "cinematiske manuskript smelter poesi sammen med samfundssatire og realistiske scener sammen med surrealistiske". Ibsens senere skuespil er skrevet i en mere realistisk og psykologisk stil; mange kritikere anser Rosmersholm og Vildanden for at være hans vigtigste senere værker. Selv anså Ibsen, at historiedramaet Kejser og Galilæer var hans hovedværk.
Mange kritikere betragter ham som den største dramatiker siden Shakespeare. Alle hans mest kendte skuespil udkom først på det danske forlag Gyldendal. Ibsen skrev på det sprog, Danmark og Norge havde til fælles, der blev kaldet dansk i Danmark og norsk i Norge. I tidlige skuespil brugte han sommetider særegne norske udtryk, men i senere skuespil skrev han et mere standardiseret dansk.

## Barndom og opvækst
Henrik Ibsen blev født d. 20. marts 1828 i Stockmanngården i Skien som den ældste i en søskendeflok på fem. Han blev hjemmedøbt den 28. marts 1828, og dåben blev bekræftet i Christianskirken den 19. juni samme år. Hans forældre var købmand Knud Plesner Ibsen og Marichen Cornelia Martine Ibsen (f. Altenburg). Slægten Ibsen stammer fra Møn i Danmark. Da Ibsen blev født, havde Skien i tre århundreder været en af Norges vigtigste og mest internationalt orienterede byer, og et centrum for skibsfart, tømmerexport og tidlig industrialisering. Begge Ibsens forældre havde rødder i eliten i Skien og Telemark, dels i købmandseliten i Skien og Grenland med skibsførere, redere og tømmerhandlere, og dels i "embedsaristokratiet" af præster og jurister i Øvre Telemark. Ibsen skrev selv, at "mine forældre tilhørte både på fædrene og mødrene side datidens mest ansete familjer i Skien" og at han var nært beslægtet med "omtrent med alle de patricierfamiljer, som dengang dominerede stedet og omegnen".
Ibsens forældre, Knud og Marichen, voksede op som nære slægtninge, sommetider omtalt som "sociale søskende", og tilhørte begge den tæt sammenflettede Paus-familien på Rising og i Altenburggården – det vil sige storfamilien til søskendeparret Ole Paus og Hedevig Paus. Efter at Knuds far, Henrich Johan Ibsen, omkom i et skibsforlis med skonnerten "Charitas" (Caritas) ud for Hesnes, da Knud var nyfødt i 1797, giftede moren Johanne Plesner sig et år efter med skibsføreren Ole Paus. I 1799 solgte Ole Paus på én og samme dag Ibsenhuset i Løvestrædet, som han havde overtaget fra ægtefællens første mand, og købte i stedet landstedet Rising fra en søster til sin nye svoger Didrich von Cappelen. Han fik bygget et nyt repræsentativt beboelseshus, og familien flyttede året efter ud til Rising, hvor Knud voksede op sammen med sine mange halvsøskende. Marichen voksede op i den store Altenburggården i centrum af Skien med forældrene Hedevig Paus og Johan Andreas Altenburg. Altenburg var skibsreder, trælasthandler og ejede et stort brændevinsbrænderi på Lundetangen, og efter hans død overtog Hedevig forretningen i 1824. Søskende Hedevig og Ole Paus var fra Lårdal i Øvre Telemark, hvor familien Paus havde været embedsmænd i århundreder; sammen med en tredje søster flyttede de i ung alder til Skien mod slutningen af 1700-tallet og etablerede sig i byens købmandsborgerskab med hjælp fra slægtninge i familien Blom. Børnene på Rising og i Altenburggården er blevet beskrevet som en udvidet søskendeflok i social forstand. Knuds ældste halvbror, Henrik Johan Paus – opkaldt efter Knuds afdøde far – voksede selv op i Altenburggården med Marichen.
I 1825 opnåede Knud Ibsen borgerskab i Skien og etablerede selvstændig virksomhed som detail- og tømmerhandler med sin lillebror Christopher Blom Paus som assistent. De to brødre flyttede ind i Stockmanngården, hvor de havde forretning med salg af importerede vine og luksusvarer i stueetagen, og drev eksport af tømmer sammen med sin fætter Diderik von Cappelen. Den 1. december samme år giftede Knud sig med sin stedfars niece Marichen, som flyttede ind hos dem. Ægteskabet er blevet beskrevet som "et perfekt familiearrangement". Haave skriver, at ægteskabet kan have været arrangeret, men at det også kan have udviklet sig helt af sig selv. Tidligere Ibsen-forskning har ofte kaldt ægteskabet for et "næsten-incestuøst ægteskab", men Haave har påpeget, at denne type nære forbindelser var almindelige i borgerskabet i Skien på den tid og ikke specielt unikt for Ibsens familie.
Knud og Marichen fik seks børn: Johan Altenburg Ibsen (1826–1828), Henrik Johan Ibsen, Johan Andreas Ibsen (f. 1830), Hedvig Ibsen (f. 1831), Nicolai Alexander Ibsen (f. 1834) og Ole Paus Ibsen (f. 1835). Henrik blev opkaldt efter bedstefaderen og måske også en onkel med samme navn; hans faddere var moren Marichen, tante Mariane Paus, skibsreder Ulrich Cudrio, skibskaptajnerne Hans Jacob Bakke og John Stenersen, og materialforvalter Jacob Boysen. I 1830 overdrog Marichens mor, enkefru Hedevig Altenburg, Altenburggården og andre ejendomme til sin svigersøn Knud, og Knud og Marichen flyttede ind i Altenburggården med deres børn i 1831. Omkring årene 1830 var Knud Ibsen blandt den rigeste procent i Skien; ved ligningen i 1833 var han f.eks. Skiens sekstende største skatteyder. I 1833 købte han lystgården Erlands Venstøp (også kaldet Ibsens Venstøp), med en stor, repræsentativ hovedbygning. Midt i 1830'erne mistede Knud Ibsen betydelige beløb og måtte sælge Altenburggården i 1835. Året efter flyttede Ibsenfamilien ud til Venstøp og boede der på helårsbasis til 1843.
Ibsen skrev om sin egen opvækst at:
Skien var i mine barneaar en overmaade livsglad og selskabelig by, ganske modsat af hvad den senere skulde blive. Mange højt dannede, velstaaende familjer boede dengang dels i selve byen, dels paa store gaarde i omegnen. Et nærmere eller fjernere slægtskab forbandt de fleste af disse familjer indbyrdes, og baller, middagsselskaber og musikalske sammenkomster afløste hverandre baade vinter og sommer i tæt rækkefølge. [...] Vi havde næsten altid fremmede paa besøg i vor store rummelige gaard og i jule‐ og markedstiden især var huset fuldt og aabent bord fra morgen til aften.
Haave skriver, at de kilder, der kendte Henrik i barndommen, beskrev ham som "en dreng, der blev forkælet af sin far, som kunne lide at være kreativ i ensomhed, og som provokerede jævnaldrende med sin overlegenhed og arrogance". Henrik beskæftigede sig med modelteater, som tidligt i 1800-tallet især var en populær beskæftigelse for drenge fra borgerlige hjem i Europa. I kontrast til sin far, der var meget social og spøgefuld med et lyst og venligt udtryk, blev Henrik beskrevet som en mere indadvendt personlighed; Johan Kielland Bergwitz hævdede, at "det er med Slekten Paus at Henrik Ibsen har de mest utprægede Gemytegenskaber fælles". En af søstrene Cudrio på nabogården, der kendte ham i barndommen, fortalte, at "han var enormt grim og ondskabsfuld og slog os også. Men da han blev stor, blev han enormt smuk, men der var ingen, der kunne lide ham, for han var så grim. Der var ingen, der ville være sammen med ham."
Henrik Ibsen blev konfirmeret i Gjerpen kirke den 1. oktober 1843. Han flyttede kort efter til Grimstad og indledte sit voksenliv der, hvor han kom til at have lidt kontakt med familien efter 1850. Resten af Ibsenfamilien flyttede i 1843 tilbage til Skien, hvor Knud fik lånt et hus på Snipetorp af sin lillebror Christopher. Der boede Knud og Marichen indtil 1865. Knud forsøgte sig frem til 1850'erne med en vis succes i forskellige forretninger og erhverv, men blev fra 1857 registreret som fattig og blev forsørget af sine da velstående brødre.

### Betydningen af Ibsens barndom
Ibsens familie og opvækstmiljø har været et meget studeret emne, både i hans levetid og i det 21. århundrede. En vigtig grund til interessen er, at Ibsen brugte sine slægtninge, barndomsmiljø og familietraditioner som modeller for personer, miljøer og begivenheder i sine skuespil. Ibsen bekræftede selv, at han havde brugt sin familie og barndomsminder som model for familien Gynt i Peer Gynt. Også i andre skuespil er der figurer, der er inspireret eller opkaldt efter familiemedlemmer, og motiver og begivenheder, der skal være inspireret af familietraditioner fra Altenburggården, Rising og Venstøp. Ud over Peer Gynt har litteraturhistorikere og biografer især fremhævet Kongs-Emnerne, Vildanden, En folkefiende og Hedda Gabler. Litteraturhistorikere blev tidligt interesseret i, hvordan familiebaggrunden havde formet Ibsen som digter; Henrik Jæger skrev i begyndelsen af sin indflydelsesrige Ibsen-biografi fra 1888, at ikke "en eneste draabe norsk blod" havde spillet en rolle ved dannelsen af Henrik Ibsens temperament; denne noget tvivlsomme kommentar blev citeret i mange senere værker og dannede et udgangspunkt for Johan Kielland Bergwitz' bog Henrik Ibsen i sin afstamning: norsk eller fremmed? fra 1916.
Ibsenforsker Ellen Rees skriver, at den historiske og biografiske forskning på Ibsen i det 21. århundrede har været præget af en "revolution" i forståelsen af Ibsens liv. Ældre Ibsenbiografier har ofte hævdet, at Knud Ibsen drev med spekulation og gik fallit, at han blev en alkoholiseret tyrann, at familien Ibsen mistede kontakten med elitemiljøet den oprindeligt tilhørte, og at dette er helt centralt i at forstå Ibsens biografi og digtning. Fra 1990'erne har Ibsenforskere stillet spørgsmål ved og tilbagevist mange antagelser om Henrik Ibsens forældre, baggrund og barndom, og Jørgen Haave har påpeget, at senere biografier ofte ukritisk har gentaget sådanne udokumenterede påstande og myter. Haave har blandt andet kritiseret en overdreven og for ukritisk brug af Ibsens litteratur som kilder til hans biografi hos mange tidligere Ibsenbiografer. Ifølge Haave indledte Arvid Høgvoll og Ruth Bærlands bog om Henrik Ibsens familie fra 1996 et paradigmeskifte i forståelsen af Ibsens baggrund og barndom, som blev fulgt op af Ivo de Figueiredos Ibsenbiografi fra 2006/2007, Jon Nygaards bog om Ibsens familiebaggrund fra 2013 og hans egen bog Familien Ibsen fra 2017. Haave skriver, at Ibsenfamiliens økonomiske problemer i 1830'erne skyldtes de vanskelige tider og var noget familien havde til fælles med mange andre fra Skiens overklasse på denne tid, f.eks. naboerne på Venstøp, tidligere skibsreder og borgmester i Skien Ulrich Frederik Cudrio og hans familie. Ifølge Haave havde Henrik Ibsen en god opvækst også på Venstøp, og familien havde en klar elitebaggrund og et livligt selskabeligt liv. Haave udtaler, at "den eliten familien Ibsen var en del af, distancerede sig kraftigt fra bondebefolkningen, og betragtede sig som en del af en dannet fælleseuropæisk kulturkreds" og at "det var Ibsens tilhørsforhold i dette patriciat, der skabte hans kulturelle identitet og opdragelse".
Både Nygaard og Haave fremhæver, at Skien var en af Norges vigtigste og mest internationalt orienterede byer, og slet ingen bagvand eller provinsby som det ofte er blevet fremstillet; frem til ud på 1800-tallet var Skien en vigtigere handelsby end Christiania. Haave påpeger, at Ibsenfamilien gik økonomisk og socialt i opløsning i 1850'erne, men at det skete længe efter at Henrik var flyttet hjemmefra, på et tidspunkt han var i færd med at slå igennem som dramatiker; Haave skriver, at "historien om familien Ibsen handler om en patricierfamilie, der kollapser under etableringen af den moderne og demokratiske retsstat Norge i årene fra 1814 til 1905". Ifølge Haave og Nygaard passede den traditionelle fortælling om Ibsen ind i billedet af det store kunstnergeni, der slog igennem mod alle odds, mens Ibsens borgerlige baggrund og antiegalitære sider blev nedtonet for at passe ind i det norske nationsbygningsprojekt. Nygaard udtalte, at Ibsen har en "enestående overklassebaggrund" og er et resultat af, at Norge har været et rigt land meget længe, og opsummerede omvæltningen i forståelsen af Ibsens barndom som, at alle de populære forestillinger om Ibsen er forkerte.

## Apotekerlærling
Da han var 15 år gammel, forlod Henrik Ibsen familien og drog til Grimstad for at gå i apotekerlære. Han var en flittig apotekerlærling og aflagde i 1847 prøve som apoteksmedhjælper (exam.pharm.). Ved siden af apoteksarbejdet fandt han også tid til at skrive, og efterhånden begyndte han også at læse til examen artium (studentereksamen). Inspireret af latinpensummet og muligvis også af Shakespeares Julius Cæsar skrev han i 1849 tragedien Catilina. Finansieret af hans to gode studenterkammerater Christopher Due og Ole Schulerud udkom Catilina i Kristiania 1850 under pseudonymet Brynjolf Bjarme, men bogen solgtes næsten ikke, og restoplaget blev solgt som indpakningspapir.
I 1850 flyttede Ibsen til Kristiania for at aflægge eksamen artium, sandsynligvis fordi han tænkte på at studere medicin ved universitetet i hovedstaden. Det blev der imidlertid aldrig noget af. Derimod stiftede han sammen med litteraturkritikeren Paul Botten-Hansen og forfatteren Aasmund Vinje et satirisk-litterært ugeblad inspireret af det danske Corsaren. Ibsen var bladets tegner og teateranmelder; samtidig skrev han litteratur- og teateranmeldelser i andre aviser. Og fortsatte med at skrive dramatik: Hans andet skuespil, eventyrkomedien Kæmpehøien, blev indleveret anonymt til Christiania Theater, hvor det blev antaget. 26. september 1850 blev et skuespil af Henrik Ibsen opført for første gang. Kort efter mødte han den verdensberømte norske violinist Ole Bull, som engagerede ham som ”dramatisk forfatter” ved Det norske Theater i Bergen, som Bull havde været medstifter af i 1850.

## Læreår ved teateret
Det Norske Theater var et erklæret nationalt projekt med ambitioner om at grundlægge en norsk scenekunst, som skulle erstatte den stærke danske dominans gennem blandt andet de mange danske teatergrupper, som turnerede i norske kystbyer. Det Norske Theater blev etableret i Komediehuset i Bergen, som var bygget i 1800 af Det dramatiske Selskab, men som fra 1830'erne hovedsagelig blev benyttet af omrejsende danske trupper.
Ibsen blev engageret som husdramatiker, og i løbet af de seks år i Bergen skrev han og fik opført fem skuespil ved teateret. Efter et studieophold i København og Dresden i 1852, finansieret af teatrets direktion, blev hans engagement ved teateret udvidet til også at omfatte iscenesættelse. Henrik Ibsen blev dermed en af de første sceneinstruktører i Norge. Gennem arbejdet som sceneinstruktør tilegnede han sig grundlæggende praktisk dramaturgiske kundskaber, som han kunne bruge i sine skuespil. Ibsens grundlæggende erfaringer fra praktisk teater ser man i hans mange detaljerede sceneanvisninger. I Bergen mødte han Suzannah Daae Thoresen, som han giftede sig med 1858, og fik sønnen Sigurd.
I 1857 blev Ibsen tilbudt stillingen som kunstnerisk direktør ved Kristiania norske Theater, som var etableret i 1852 som en nationalt orienteret konkurrent til det dansk drevne Christiania Teater i den norske hovedstad. Dette førte til nogle turbulente og vanskelige år for Ibsen. I 1862 gik Kristiania norske Theater fallit og blev slået sammen med Christiania Theater. Det indebar, at Christiania Theater blev ”fornorsket”. Ibsen blev engageret ved Christiania Theater som litterær konsulent, og 1864 iscenesatte han sit eget stykke Kongs-Emnerne (1863) her. Det blev hans sidste opgave med praktisk teater.

## IdealistenIbsen
1. april 1864 forlod Ibsen Norge og mødte sin hustru og søn, som havde tilbragt vinteren hos hendes stedmoder Magdalene Thoresen i København, og rejste videre alene for at bosætte sig i Rom. Samme efterår kom hans lille familie til Rom, og dermed begyndte 27 års udlændighed. I de boede Ibsen i Rom (1864-1868), Dresden (1868-1875), München (1875-1878), Rom (1878-1885) og München (1885-1891). Under det første Rom-ophold skrev han de store idédramaer Brand og Peer Gynt. Brand blev hans første succes på det nordiske bogmarked. Herefter blev hans skuespil udgivet i København – med Frederik Hegel ved Gyldendalske Boghandels Forlag som forlægger – og ikke i Kristiania. Brand og Peer Gynt var Ibsens brud med den nationalromantiske tradition, som dominerede kunst- og kulturlivet i Norge, og som hans mytologiske og historiske skuespil fra 1850'erne og begyndelsen af 1860'erne tilhørte. Han begyndte at gøre sig bemærket med satire og kritik af de snævre nationalistiske tendenser i sit hjemland.
I 1873 udkom Kejser og Galilæer, som Ibsen senere kaldte sit hovedværk. Det er en tiakters mastodont af et skuespil om romerriget i 300-tallet. I 1877 indledte han rækken af sine berømte og banebrydende samtidsdramaer med Samfundets støtter. Med dem stillede han sig i spidsen for ”det moderne gjennombrud” i europæisk åndsliv. I sine samtidsdramaer behandlede han centrale og kontroversielle temaer i det moderne samfund, kvinders stilling i ægteskab og samfund, moralsk hykleri og magtmisbrug blandt ledende mænd i næringsliv, politik, kirke og medier, forholdet mellem sandhed og moral, frihed og pligt, minoritet og majoritet, miljøhensyn versus økonomiske interesser, incest, dødshjælp m.m.

## Samtidsdramatikeren Ibsen
Med de realistiske Samfundets støtter (1877), Et dukkehjem (1879), Gengangere (1881) og En folkefiende (1882) opfyldte Ibsen den indflydelsesrige danske kritiker Georg Brandes' krav om at sætte problemer under debat. Et dukkehjem blev Ibsens internationale gennembrud. Det fik enorm betydning for kvindesagskampen overalt i verden og er sandsynligvis verdens mest spillede drama i moderne tid.
Før Ibsen vendte tilbage til Norge i 1891, skrev han Vildanden (1884), Rosmersholm (1886), Fruen fra havet (1888) og Hedda Gabler (1890). De dramaer med markante kvinder i hovedrollerne manifesterede en gradvis overgang fra det socialkritiske problemdrama til det psykologiske og symbolske drama. Ibsen blev af kritikerne og almenheden opfattet som en repræsentant for den socialkritiske realisme eller naturalismen, og hans gradvise overgang til en dybdepsykologisk symbolisme blev næppe forstået i hans samtid. Hans samtidsdramaer var vigtige for udviklingen af en psykologisk-realistisk (eller naturalistisk) skuespilkunst; først i løbet af det 20. århundrede begyndte teatret og litteraturkritikerne at beskæftige sig med de symbolske aspekter af Ibsens samtidsdramatik.
I 1891 flyttede Ibsen tilbage til Kristiania, hvor han først boede på Victoria Terrasse, så i Arbins gade, hvor han og hustruen boede til deres død hhv. i 1906 og 1914. Ibsen sidste hjem er i dag museum, Ibsenmuseet. Hans fire sidste dramaer, Bygmester Solness (1892), Lille Eyolf (1894), John Gabriel Borkman (1896) og Når vi døde vågner (1899), ses ofte som dramatiske portrætter i selvransagelsens og selvbekendelsens tegn. Hovedpersonerne er aldrende mænd med kreativt arbejde. De skuer tilbage og tager opgør med deres liv, som gerne ender tragisk. De sene dramaer er præget af symbolik.
I 1900 fik Ibsen sit første slagtilfælde. Hans "dramatiske epilog" Når vi døde vågner blev hans sidste skuespil. Han døde i 1906 efter flere år med dårligt helbred.
Ibsen skrev i alt 26 skuespil og omkring 300 digte. Hans skuespil har bevaret en stærk aktualitet og sættes stadig op på scener overalt i verden. Efter Shakespeare og før G B Shaw er Ibsen sandsynligvis verdens mest spillede dramatiker.
Ivo de Figueiredo skriver: "I dag tilhører Ibsen verden. Men det er umuligt at forstå [Ibsens] vej derud uden at kende til den danske kultursfære, som han udsprang af, som han løsrev sig fra og endte med at forme. Ibsen udviklede sig som menneske og kunstner i et alt andet end gnidningsløst samspil med dansk teater og litteratur".

## Henrik Ibsens skuespil og digte
- Catilina (drama) 1850
- Kjæmpehøjen (drama) 1850
- Sancthansnatten (drama) 1852
- Gildet paa Solhaug (drama) 1855
- Fru Inger til Østeraad (drama) 1857
- Olaf Liljekrans (drama) 1857
- Hærmændene paa Helgeland (drama) 1858
- Terje Vigen (digt) 1861
- Kongs-Emnerne (drama) 1864
- Brand (drama) 1866
- Peer Gynt (drama) 1867
- De unges forbund (drama) 1869
- Digte (lyrik) 1871
- Kejser og Galilæer (drama) 1873
- Samfundets støtter (drama) 1877
- Et dukkehjem (drama) 1879
- Gengangere (drama) 1881
- En Folkefiende (drama) 1882
- Vildanden (drama) 1884
- Rosmersholm (drama) 1886
- Fruen fra havet (drama) 1888
- Hedda Gabler (drama) 1890
- Bygmester Solness (drama) 1892
- Lille Eyolf (drama) 1894
- John Gabriel Borkman (drama) 1896
- Når vi døde vågner (drama) 1899

## Udvalgt litteratur om Ibsen og hans dramatik
- Edvardsen, Erik Henning: Henrik Ibsen om seg selv. Genesis forlag, Oslo 2001. ISBN 82-476-0211-3
- Figueiredo, Ivo de: Henrik Ibsen: mennesket. H. Aschehoug & Co. (W. Nygaard), Oslo 2006. ISBN 978-82-03-22892-6
- Figueiredo, Ivo de: Henrik Ibsen: masken. H. Aschehoug & Co. (W. Nygaard), Oslo 2007. ISBN 978-82-03-23384-5
- Hov, Live: Med Fuld Natursandhed: Henrik Ibsen som teatermann. Multivers, København 2007. ISBN 978-87-7917-171-8
- Haave, Jørgen: Familien Ibsen. Telemark Museum/Museumsforlaget, 2017. ISBN 9788283050455
- Johnston, Brian: The Ibsen Cycle: The Design of the Plays from Pillars of Society to When We Dead Awaken. Pennsylvania State University Press, Pennsylvanian 1992. ISBN 0-271-00809-1
- Moi, Toril: Ibsens modernisme. Pax forlag, Oslo 2006. ISBN 82-530-2836-9
- Rønning, Helge: Den umulige friheten: Henrik Ibsen og moderniteten. Gyldendal Norsk Forlag, Oslo 2006. ISBN 978-82-05-35481-4
- Templeton, Joan: Ibsen’s Women. Cambridge University Press, Cambridge 1997. ISBN 0-521-59039-6
- Wiingård, Jytte: Henrik Ibsen: en essaysamling. Multivers, København 2004. ISBN 87-7917-103-6
- Aarseth, Asbjørn: Ibsens samtidsskuespill: en studie i glasskapets dramaturgi. Universitetsforlaget, Oslo 1999. ISBN 82-00-12965-9